# Margarete Grow
Margarete Grow war eine deutsche Schönheitskönigin sowie Tänzerin und Fotomodell Ende der 1920er Jahre.

## Leben
1928 wurde die Revuetänzerin in Berlin als Nachfolgerin der Vorjahressiegerin Hildegard Quandt zur Miss Germany gekrönt. Dieser Wettbewerb war erst 1927 ins Leben gerufen worden. Da der Titel damals noch nicht geschützt war, musste Grow sich den Titel jedoch mit Hella Hoffmann teilen, die im selben Jahr von einem anderen Veranstalter ebenfalls zur „Miss Germany“ gewählt worden war.
In der Bild-Datenbank des Deutschen Bundesarchivs sind zwei Foto von Grow enthalten, die der Pressefotograf und Journalist Georg Pahl im Oktober 1928 aufgenommen hat. Auf dem ersten Bild posiert Grow in kurzer Hose, das zweite zeigt sie gemeinsam mit der damaligen Miss Berlin, Käthe Reiber. Laut der zugehörigen Bildbeschreibung seien beide Frauen als „schönste Frauen Deutschlands“ nach Amerika verpflichtet worden, um Deutschland „auf einer großen Amerikafahrt“ zu repräsentieren.

## Trivia
Grow war die erste Titelträgerin, von der nachweislich Oben-ohne-Fotos existierten. Allerdings ist nicht bekannt, ob diese vor der Wahl gemacht wurden, oder erst nach Ablauf ihrer „Amtszeit“.